# 夢醒時分 (惠妮·休斯頓歌曲)
《夢醒時分》（英語：Exhale (Shoop Shoop)）是美國黑人女歌手惠妮·休斯頓在1995年11月份發行的單曲，這是由她領銜主演的電影《等待夢醒時分》（英語：Waiting to Exhale）主題曲，片中諸多插曲都是由樂壇當紅的實力派女歌手所詮釋。〈夢醒時分〉在告示牌單曲榜及節奏藍調單曲榜雙雙摘冠，成為惠妮·休斯頓第11首全美冠軍單曲，單曲在全美銷售數字為白金單曲。

## 資料

### 單曲簡介
電影《等待夢醒時分》改編自泰瑞·麥克米倫（Terry McMillan）的暢銷小說，描述四個黑人婦女的故事，惠妮·休斯頓也受邀參與本片的演出，這部以黑人為中心主軸的電影，請來美國樂壇當紅的金牌製作人娃娃臉擔任音樂統籌。身為歌手的惠妮·休斯頓自然不會在演唱本片主題曲上缺席，電影原聲帶共收錄16首歌曲，惠妮·休斯頓一個人就包辦了3首，其中一首就是主題曲〈夢醒時分〉。〈夢醒時分〉詞曲皆出自製作人娃娃臉之手，這是一首帶著濃烈美國黑人靈魂樂曲風的抒情歌曲，看歌名可能會誤以為這是首談情說愛的情歌，事實上它是首積極正面既陽光又勵志的歌曲。惠妮·休斯頓已經不是第一次和製作人娃娃臉合作，1990年她的第三張個人專輯《親愛的今夜屬於你》就是由娃娃臉擔任製作人之一，而這次娃娃臉又給了她不同以往的新挑戰。
惠妮·休斯頓擁有渾厚紮實的嗓音和過人的唱功，這點大家是無庸置疑的，但是〈夢醒時分〉和她之前澎湃洶湧的情歌不同，這首慢板的抒情歌曲並沒有太頻繁的節奏起伏，旋律甚至有點太平淡無奇，要撐起整首歌曲的氣勢更非易事。原本〈夢醒時分〉不是一首會受商業市場青睞的作品類型，惠妮·休斯頓以她黑人獨特的聲線，游刃有餘的真假氣音轉換，自然誠懇精準詮釋，完全沒有為了炫技而多轉一個音，曲間的人音和聲也堪稱完美，整首歌曲從頭到尾並未出現輕重失衡的現象。

### 商業成績
〈夢醒時分〉在1995年11月7日推出單曲，11月25日進入告示牌單曲榜，首週成績直接空降冠軍，它擊敗了瑪麗亞·凱莉的〈夢幻〉登上榜首，僅停留一週又被瑪麗亞·凱莉和大人小孩雙拍檔合作的〈甜蜜一日〉取而代之，這首單曲在榜內共停留21週，單曲銷售量逾百萬張成為白金單曲，在1996年告示牌年終單曲榜中名列第14名。〈夢醒時分〉不但空降單曲榜冠軍，1995年11月25日它還空降節奏藍調單曲榜冠軍，同時蟬聯了8週該榜榜首，成為惠妮·休斯頓在該榜成績第二高的單曲。
〈夢醒時分〉在英國單曲榜最高成績獲得第11名。

### 獎項記錄評價
空降1週冠軍的〈夢醒時分〉成為惠妮·休斯頓第11首全美冠軍單曲，這也成為她生前最後一首在美奪冠的單曲。惠妮·休斯頓也成為繼麥可·傑克森和瑪麗亞·凱莉之後，史上第三位空降單曲榜冠軍的藝人，〈夢醒時分〉雖然在1995年12月2日被請下王座，但這首單曲在第2名的位置停留了11週，也刷新了告示牌新紀錄。〈夢醒時分〉在1997年獲得了第39屆葛萊美獎“最佳節奏藍調歌曲”（Best R&B Song）大獎。

## 資料來源
1. ↑  .   [2016-10-09]. （原始内容存档于2016-03-29）.
2. ↑  .   [2016-10-09]. （原始内容存档于2019-10-23）.
3. ↑  .   [2016-10-09]. （原始内容存档于2015-06-02）.
4. ↑  .   [2016-10-09]. （原始内容存档于2016-08-10）.
5. ↑  .   [2016-10-11]. （原始内容存档于2019-11-30）.
6. ↑  .   [2016-10-11]. （原始内容存档于2019-05-01）.
7. ↑  .   [2016-10-13]. （原始内容存档于2019-11-30）.
8. ↑  .   [2016-10-13]. （原始内容存档于2019-11-30）.
9. ↑  .   [2016-10-13]. （原始内容存档于2015-04-02）.